# Torre 23 y K
La Torre K es un edificio ubicado en el barrio de el Vedado, La Habana, Cuba. El edificio cuenta con 42 pisos y 155 metros de altura. Actualmente se utiliza como hotel y es administrador por la cadena hotelera Iberostar Hotels & Resorts, cuenta con 565 habitaciones.

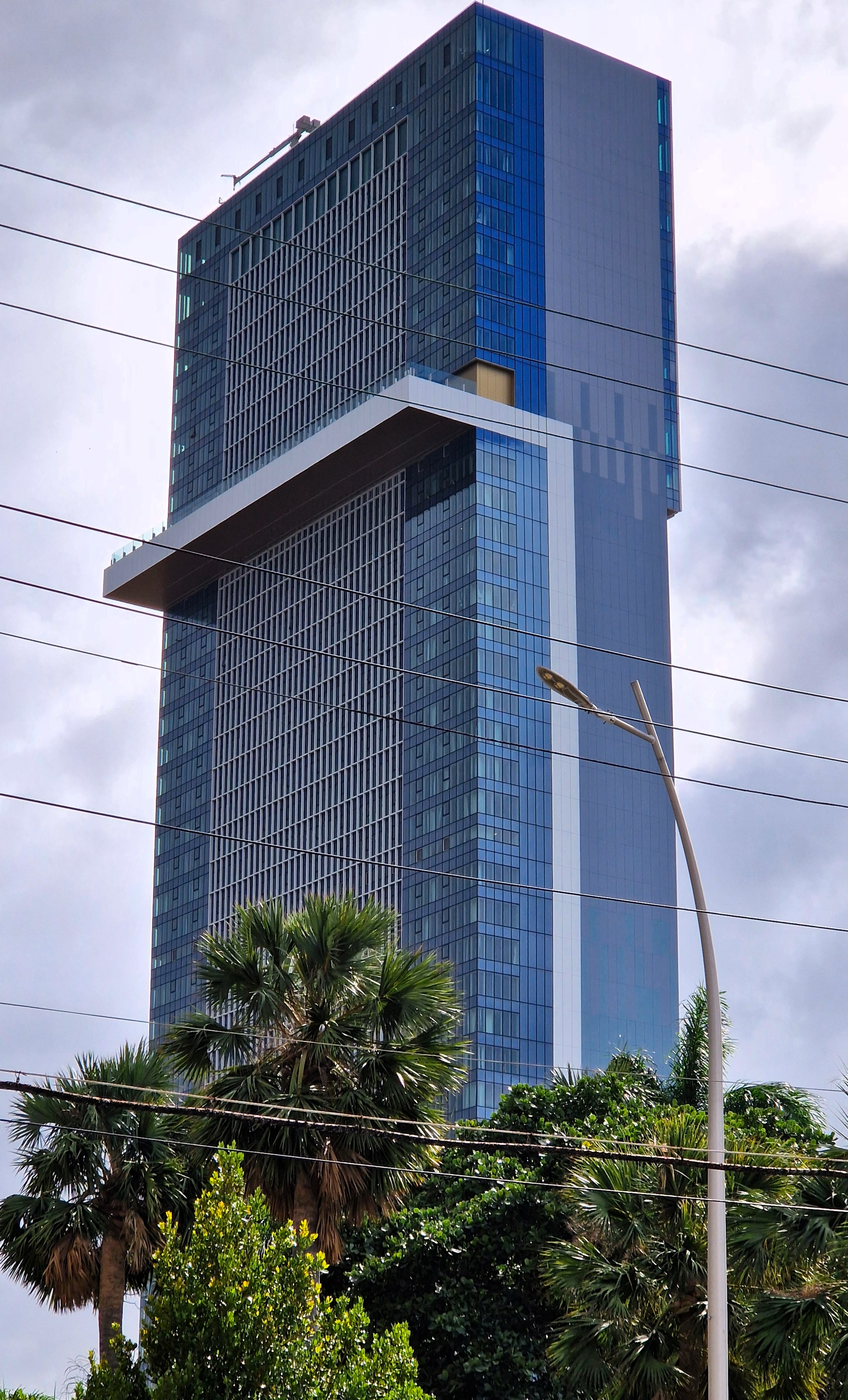
La torre vista desde abajo